# Him (Sarah Brightman)
Him è un singolo della cantante britannica Sarah Brightman, pubblicato nel 1983. 

## Tracce
- 7"[1]

1. Him – 4:06
2. Memory – 3:58